# Englerocharis
Englerocharis är ett släkte av korsblommiga växter. Englerocharis ingår i familjen korsblommiga växter.
Kladogram enligt Catalogue of Life:
| Englerocharis | \| \| Englerocharis pauciflora \| \| \| \| \| \| Englerocharis peruviana \| \| \| \| |
|               | \| \| Englerocharis pauciflora \| \| \| \| \| \| Englerocharis peruviana \| \| \| \| |
|               | Englerocharis pauciflora                                                             |
|               |                                                                                      |
|               | Englerocharis peruviana                                                              |
|               |                                                                                      |